# ウォルト・ディズニー・ワールド・モノレール・システム
ウォルト・ディズニー・ワールド・モノレール・システム（Walt Disney World Monorail System）は、フロリダ州オーランド・ウォルト・ディズニー・ワールド・リゾートにある交通機関の名称。

## 概要
ウォルト・ディズニー・ワールド・モノレール・システムは、ウォルト・ディズニー・ワールド・リゾートが開業したのと同じ、1971年10月1日に開業した。ディズニーランド・モノレールや東京モノレールや犬山モノレールと同じアルウェーグ式のモノレールである。当初はベイ・レイクを一周する路線（現在のリゾート線）のみだったが、1982年にエプコットが完成すると同時にエプコット線が開業した。また、1988年のディズニー・グランド・フロリディアン・リゾート&スパの開業に伴い、新たに駅が追加された。一日の乗降者数はおよそ15万人で、これは世界のモノレールの中で東京の東京モノレール羽田空港線、中国重慶市の重慶軌道交通に次いで多い人数である。なお、開業当初の車輌2編成が1995年にラスベガスに譲渡されている（現在のラスベガスモノレール）。

## 運行形態
ウォルト・ディズニー・ワールド・モノレール・システムは３つの路線から構成されている。エキスプレスとリゾートはベイ・レイクの外周を、エプコットは直線上の路線となっている。
- エキスプレス

マジック・キングダムとトランスポーテーション・アンド・チケット・センターの2駅を往復する路線。
- リゾート

エキスプレスの停車駅に加え、ベイ・レイク周辺のホテルに時計回りに停車する。停車する駅の順は、マジック・キングダム、ディズニー・コンテンポラリー・リゾート、トランスポーテーション・アンド・チケット・センター、ディズニー・ポリネシアン・リゾート、ディズニー・グランド・フロリディアン・リゾート&スパの順である。
- エプコット

トランスポーテーション・アンド・チケット・センターとエプコットを往復する路線。